# Тукиайнен, Йоханна
Ми́а Ма́ри Йо́ханна Ту́киайнен (фин. Mia Mari Johanna Tukiainen; 29 июля 1978, Хельсинки, Финляндия) — финская стриптизерша, лидер эротической танцевальной группы «Гламурные куколки» («Glamour Dolls»), модель, эскорт, певица.
Стала известной в 2008 году когда министр иностранных дел Финляндии Илкка Канерва послал ей 200 текстовых сообщений интимного характера, которые Тукиайнен продала «желтому» журналу «Hymy» («улыбка»). После этого Канерва вышел в отставку.
Тукиайнен часто фигурирует на страницах финских «желтых» журналов. Одну неделю после телевизированной своей свадьбы она стала во всех средствах массовой информации искать нового мужа; в связи с этим «желтый» журнал «7 päivää» («7 дней») снял у неё интервью. Она как раз утром до этого была выпущена из полиции из-за жестокого обращения с мужем. В 2010 и 2011 годах была осуждена за несколько случаев нападения и в 2011 году за вождение в нетрезвом состоянии В мае 2013 г. её осудили к двум месяцам тюремного заключения за нападение; на этот раз приговор был безусловен. Она создавала скандал, справляя нужду в общественном месте. Тукиайнен ведет блог на страницах журнала «7 päivää». Йоханна Тукиайнен выступала с сестрой Юлией (р. 1983). Юлию Тукиайнен, больше одного года болевшую сахарным диабетом 1-го типа, 17-го декабря 2013 г. нашли мертвой в них доме.